# Caràcter (biologia)
En biologia sistemàtica, els trets o caràcters són cadascuna de les característiques que s'utilitzen en la descripció dels éssers vius. Si són hereditaris, són apropiats per a descriure les espècies.
Els trets poden ser morfològics, anatòmics, fisiològics, comportamentals, bioquímics, genètics, biogeogràfics o de qualsevol altre tipus. La comparació de trets homòlegs és la base del mètode comparatiu aplicat en biologia sistemàtic, especialment de l'anàlisi filogenètica.
D'altra banda, els trets poden ser qualitatius o quantitatius. Aquests últims són els que, per descriure'ls, cal mesurar-los o comptar-los. En aquests trets, hi sol haver diferències entre els individus, i per descriure'ls i comparar-los s'ha de recórrer a intervals de variació, o millor a paràmetres estadístics com ara la mitjana i la variància.